# Andretta (Kampanien)
Andretta ist eine italienische Gemeinde mit 1666 Einwohnern (Stand 31. Dezember 2023) in der Provinz Avellino in der Region Kampanien. Der Ort ist Teil der Bergkommune Comunità Montana Alta Irpinia.

## Geografie
Die Nachbargemeinden sind Bisaccia, Cairano, Calitri, Conza della Campania, Guardia Lombardi und Morra De Sanctis. Ein weiterer Ortsteil ist Mattinella.

## Verkehr
Der Bahnhof Conza-Andretta-Cairano liegt viele Kilometer südlich des Ortes an der im Personenverkehr nicht mehr bedienten Bahnstrecke Avellino–Rocchetta Sant’Antonio.

## Persönlichkeiten
- Francesco Tedesco (1853–1921), Jurist und Politiker

## Gemeindepartnerschaften
- Ramapo